# 雷蒙二世 (的黎波里)
雷蒙二世（英語：Raymond II de Tripoli，1116年—1152年），彭斯·德·的黎波里之子，的黎波里伯爵（1137—1152），土魯斯家族的成員。他娶耶路撒冷國王鮑德溫二世的女兒奧蒂耶娜，他們的兒子是雷蒙三世。1152年雷蒙二世被阿薩辛派刺殺，雷蒙三世繼位。